# Municipio de Tunbridge Wells
Tunbridge Wells es un distrito no metropolitano con el estatus de municipio, ubicado en el condado de Kent (Inglaterra). Fue constituido el 1 de abril de 1974 bajo la Ley de Gobierno Local de 1972 como una fusión del antiguo municipio de Royal Tunbridge Wells, el distrito urbano de Southborough y los distritos rurales de Cranbrook y Tonbridge.

## Geografía
Según la Oficina Nacional de Estadística británica, Tunbridge Wells tiene una superficie de 331,33 km².

## Demografía
Según el censo de 2001, Tunbridge Wells tenía 104 030 habitantes (48,09% varones, 51,91% mujeres) y una densidad de población de 313,98 hab/km². El 20,67% eran menores de 16 años, el 71,36% tenían entre 16 y 74 y el 7,97% eran mayores de 74. La media de edad era de 39,2 años. 
La mayor parte (92,94%) eran originarios del Reino Unido. El resto de países europeos englobaban al 2,83% de la población, mientras que el 1,18% había nacido en África, el 1,73% en Asia, el 0,66% en América del Norte, el 0,14% en América del Sur, el 0,48% en Oceanía y el 0,04% en cualquier otro lugar. Según su grupo étnico, el 97,53% de los habitantes eran blancos, el 0,91% mestizos, el 0,62% asiáticos, el 0,26% negros, el 0,37% chinos y el 0,31% de cualquier otro. El cristianismo era profesado por el 75,03%, el budismo por el 0,26%, el hinduismo por el 0,19%, el judaísmo por el 0,17%, el islam por el 0,57%, el sijismo por el 0,04% y cualquier otra religión por el 0,31%. El 16,02% no eran religiosos y el 7,41% no marcaron ninguna opción en el censo.
El 42,6% de los habitantes estaban solteros, el 42,93% casados, el 1,83% separados, el 6,25% divorciados y el 6,39% viudos. Había 42 695 hogares con residentes, de los cuales el 29,12% estaban habitados por una sola persona, el 7,83% por padres solteros con o sin hijos dependientes, el 60,72% por parejas (50,91% casadas, 9,81% sin casar) con o sin hijos dependientes, y el 2,34% por múltiples personas. Además, había 1107 hogares sin ocupar y 192 eran alojamientos vacacionales o segundas residencias.
Tunbridge Wells tiene varios almacenes del siglo XIX que alguna vez jugaron un papel importante en la economía de la ciudad. Después de pasar por un período de desocupación y abandono, los almacenes de Tunbridge Wells han sido restaurados y actualmente se utilizan como espacio residencial  y de oficinas.